# Reston (Virginia)
Reston è un census-designated place (CDP) degli Stati Uniti d'America, situato nello stato della Virginia, nella contea di Fairfax.
È una città fondata e cresciuta inizialmente sulla base di un'economia agricola. A cavallo tra la prima e la seconda Guerra Mondiale, si sviluppò come centro industriale e centro abitato, attraendo una popolazione residente nei sobborghi di varie metropoli.